# Isodoruskerk (Sint-Petersburg)
De Kerk van de Heilige Isodorus (Russisch: Свя́то-Иси́доровская це́рковь) is een Russisch-orthodoxe kerk in de Russische stad Sint-Petersburg. De kerk staat op een zeer fotogenieke locatie aan de kade van het Griboedovkanaal en is een van de laatste grote kerken die voor de revolutie in Sint-Petersburg werd gebouwd.

## Geschiedenis
In het historische stadsdistrict Kolomna van Sint-Petersburg werd in 1894 een orthodoxe Estse parochie opgericht. Omstreeks die tijd woonden er in Sint-Petersburg ongeveer 4.000 orthodoxe Esten. De gemeenschap beschikte niet over een gebedsruimte en daarom werd een architect uit de eigen gemeenschap, Alexander Polesjtsjoek, verzocht om een ontwerp voor een eigen kerk te maken. Het project omvatte naast de kerk ook een huis voor de priester, een school, een boekhandel en een bibliotheek. Op 24 augustus 1903 werd begonnen met de bouw. De bouw stokte halverwege wegens geldgebrek, maar dankzij een forse gift kon men verder en werd de kerk voltooid in 1907. De bovenkerk werd gewijd aan de heilige Isodorus, een orthodoxe heilige die in 1472 werd vermoord omdat hij weigerde zich te laten bekeren tot het rooms-katholicisme. Een jaar later werd de benedenkerk gewijd aan de heilige Nicolaas. De diensten werden in het Ests en Kerkslavisch gehouden.

## Sovjet-periode
Na de revolutie werd de kerk op 25 februari 1935 gesloten en de priester, Alexander Pakljar, werd in 1938 gefusilleerd. Veel van de waardevolle decoraties werden overgebracht naar de nabijgelegen Nicolaaskathedraal. Na een forse verandering van het interieur werd de kerk in gebruik genomen door een bedrijf dat zich bezighield met beeldende kunst en vormgeving, waar men o.a. propagandistische vlaggen en banieren maakte die in socialistische demonstraties werden meegedragen.

## Heropening
De kerk werd in 1994 aan de Russisch-orthodoxe Kerk teruggegeven en de eerste Goddelijke Liturgie werd in de benedenkerk opgedragen op 30 oktober 1994. Daarna volgden restauratiewerkzaamheden. De restauratie van de bovenkerk werd in 2011 voltooid. De restauratiewerkzaamheden aan de benedenkerk worden voortgezet.